# Tunis

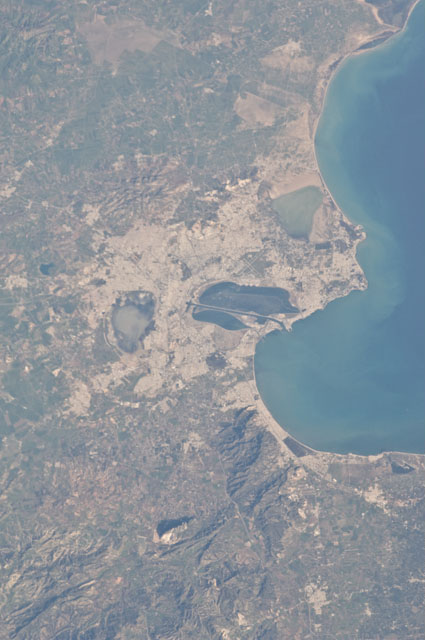
Tunis nhìn từ không gian

Tunis (tiếng Ả Rập: تونس Tūnisⓘ) là thủ đô và thành phố lớn nhất của Tunisia. Vùng đại đô thị Tunis, thường được gọi là Grand Tunis, có chừng 2.700.000 dân.
Tọa lạc gần một vịnh Địa Trung Hải lớn (Vịnh Tunis), sát cạnh hồ Tunis và cảng La Goulette (Ḥalq il-Wād). thành phố trải dọc theo đồng bằng duyên hải và các ngọn đồi bao quanh. Trong trung tâm hiện đại là khu phố cổ thời thuộc địa.
Thành phố có Sân bay quốc tế Tunis-Carthage.
Kinh tế của thành phố này chủ yếu là du lịch, mua bán dầu olive và thảm.
Medina (khu phố cổ) của Tunis được UNESCO công nhận là di sản thế giới năm 1979.

## Khí hậu
Tunis có khí hậu Địa Trung Hải (phân loại khí hậu Köppen Csa).
| Dữ liệu khí hậu của Tunis                     | Dữ liệu khí hậu của Tunis | Dữ liệu khí hậu của Tunis | Dữ liệu khí hậu của Tunis | Dữ liệu khí hậu của Tunis | Dữ liệu khí hậu của Tunis | Dữ liệu khí hậu của Tunis | Dữ liệu khí hậu của Tunis | Dữ liệu khí hậu của Tunis | Dữ liệu khí hậu của Tunis | Dữ liệu khí hậu của Tunis | Dữ liệu khí hậu của Tunis | Dữ liệu khí hậu của Tunis | Dữ liệu khí hậu của Tunis |
| Tháng                                         | 1                         | 2                         | 3                         | 4                         | 5                         | 6                         | 7                         | 8                         | 9                         | 10                        | 11                        | 12                        | Năm                       |
| --------------------------------------------- | ------------------------- | ------------------------- | ------------------------- | ------------------------- | ------------------------- | ------------------------- | ------------------------- | ------------------------- | ------------------------- | ------------------------- | ------------------------- | ------------------------- | ------------------------- |
| Cao kỉ lục °C (°F)                            | 25.1 (77.2)               | 28.5 (83.3)               | 36.5 (97.7)               | 33.1 (91.6)               | 41.4 (106.5)              | 47.0 (116.6)              | 47.4 (117.3)              | 48.9 (120.0)              | 44.4 (111.9)              | 40.0 (104.0)              | 30.5 (86.9)               | 29.6 (85.3)               | 48.9 (120.0)              |
| Trung bình ngày tối đa °C (°F)                | 16.1 (61.0)               | 16.8 (62.2)               | 19.0 (66.2)               | 21.7 (71.1)               | 26.1 (79.0)               | 30.6 (87.1)               | 33.8 (92.8)               | 34.1 (93.4)               | 30.4 (86.7)               | 26.5 (79.7)               | 21.2 (70.2)               | 17.3 (63.1)               | 24.5 (76.0)               |
| Trung bình ngày °C (°F)                       | 11.6 (52.9)               | 11.9 (53.4)               | 13.8 (56.8)               | 16.2 (61.2)               | 20.2 (68.4)               | 24.3 (75.7)               | 27.2 (81.0)               | 27.7 (81.9)               | 24.7 (76.5)               | 21.1 (70.0)               | 16.3 (61.3)               | 12.8 (55.0)               | 19.0 (66.2)               |
| Tối thiểu trung bình ngày °C (°F)             | 7.6 (45.7)                | 7.7 (45.9)                | 9.2 (48.6)                | 11.4 (52.5)               | 14.8 (58.6)               | 18.6 (65.5)               | 21.3 (70.3)               | 22.2 (72.0)               | 20.1 (68.2)               | 16.8 (62.2)               | 12.2 (54.0)               | 8.9 (48.0)                | 14.2 (57.6)               |
| Thấp kỉ lục °C (°F)                           | −2.0 (28.4)               | −1.1 (30.0)               | 1.0 (33.8)                | 1.7 (35.1)                | 6.0 (42.8)                | 10.0 (50.0)               | 13.0 (55.4)               | 11.7 (53.1)               | 12.0 (53.6)               | 6.0 (42.8)                | 0.8 (33.4)                | 0.0 (32.0)                | −2.0 (28.4)               |
| Lượng Giáng thủy trung bình mm (inches)       | 63.1 (2.48)               | 49.2 (1.94)               | 39.2 (1.54)               | 38.5 (1.52)               | 23.6 (0.93)               | 12.9 (0.51)               | 4.0 (0.16)                | 7.1 (0.28)                | 56.3 (2.22)               | 47.7 (1.88)               | 54.8 (2.16)               | 75.2 (2.96)               | 471.6 (18.58)             |
| Số ngày giáng thủy trung bình (≥ 1.0 mm)      | 8.6                       | 8.1                       | 8.0                       | 5.5                       | 3.1                       | 1.7                       | 0.6                       | 1.3                       | 3.5                       | 6.1                       | 5.9                       | 8.1                       | 60.5                      |
| Độ ẩm tương đối trung bình (%)                | 76                        | 74                        | 73                        | 71                        | 68                        | 64                        | 62                        | 64                        | 68                        | 72                        | 74                        | 77                        | 70                        |
| Số giờ nắng trung bình tháng                  | 145.7                     | 159.6                     | 198.4                     | 225.0                     | 282.1                     | 309.0                     | 356.5                     | 328.6                     | 258.0                     | 217.0                     | 174.0                     | 148.8                     | 2.802,7                   |
| Số giờ nắng trung bình ngày                   | 4.7                       | 5.7                       | 6.4                       | 7.5                       | 9.1                       | 10.3                      | 11.5                      | 10.6                      | 8.6                       | 7.0                       | 5.8                       | 4.8                       | 7.7                       |
| Nguồn 1: Institut National de la Météorologie |                           |                           |                           |                           |                           |                           |                           |                           |                           |                           |                           |                           |                           |
| Nguồn 2: NOAA Meteo Climat                    |                           |                           |                           |                           |                           |                           |                           |                           |                           |                           |                           |                           |                           |